# Academia Brasileira de Filosofia
A Academia Brasileira de Filosofia é uma instituição sem fins lucrativos ou econômicos fundada em 1989, pelos mais importantes filósofos e pensadores da época.  Tem como objetivos a defesa, a divulgação e a preservação da memória da cultura filosófica brasileira, da memória dos seus membros, dos principais pensadores nas mais diversas áreas do pensamento, além da organização de eventos filosóficos nacionais e internacionais.
A história das origens da Academia Brasileira de Filosofia é contada pelo seu primeiro Presidente, Prof. Jorge Jaime, em seu livro História da Filosofia no Brasil. O Prof. Jorge Jaime foi eleito Presidente Perpétuo da Instituição. O acadêmico Antonio Paim, após seu falecimento, também recebeu essa honraria. Ambos tiveram importante participação, à época, nos esforços por criar uma nova instituição voltada ao estudo da meditação brasileira.
Desde 1º de outubro de 2003 a ABF encontra-se sediada na Casa Histórica de Osório, última residencia do  Marquês do Herval, imóvel tombado pelo Patrimônio Histórico no Rio de Janeiro. Um de seus mais longevos presidentes foi o Dr. João Ricardo Moderno, falecido em 2018.
São membros titulares desta academia, entre outros: Sérgio Paulo Rouanet, Constança Marcondes César, Gilberto Mendonça Teles, Cândido Mendes, Ana Maria Moog, André Fontes, Nélida Piñon, Guilherme Médici, Jean-Yves Béziau, Jorge Trindade, Nelson Mello e Souza, Maria de Lourdes Correa Lima, Jorge Mautner, Carlos Nejar, Luiz Fux, Ricardo Vélez Rodríguez, Newton da Costa.